# مهدویه (دین)
مهدویه (عربی: مهدوي) یک جنبش اسلامی بود که توسط سید محمد جانپوری در هند در اواخر قرن پانزدهم تأسیس شد. سید محمد در شهر مقدس مکه، روبروی کعبه در سال ۱۴۹۶ خود را امام مهدی نامید و از طرف جامعه مهدوی هند و پاکستان چنین احترامی دارد.